# Thermoniphas stempfferi
Thermoniphas stempfferi is een vlinder uit de familie van de Lycaenidae. De wetenschappelijke naam van de soort is voor het eerst gepubliceerd in 1961 door Harry Kendon Clench.
De soort komt voor in Kameroen en Gabon.